# Cyanoboletus
Cyanoboletus ist eine Pilzgattung aus der Familie der Dickröhrlingsverwandten (Boletaceae).
Die Typusart ist der Schwarzblauende Röhrling (Cyanoboletus pulverulentus).

## Merkmale

### Makroskopische Merkmale
Die kleinen bis mittelgroßen Fruchtkörper sind in Hut und Stiel gegliedert und besitzen eine Röhrenschicht. Der Hut hat eine filzige bis kahle, trockene bis leicht klebrige Oberfläche. Die Röhrenschicht ist ausgebuchtet am Stiel angewachsen und hat eine gelbe bis oliv-grüne Farbe. Das Sporenpulver hinterlässt einen oliv-braunen Abdruck. Die Stieloberfläche ist glatt bis bereift, quer gestreift oder gelegentlich genetzt. Das gelbliche Fleisch (Trama) zeigt häufig rötliche Töne in der Stielbasis. Auf Druck oder bei Verletzung verfärbt es sich sofort dunkel indigoblau bis blau-schwarz. Der Geschmack ist mild.

### Mikroskopische Merkmale
Die Sporen sind glatt und elliptisch bis elliptisch-spindelförmig. Die Zystiden haben eine zylindrisch-spindelige bis aufgebläht-spindelige oder flaschenartige Form. Die Hutdeckschicht (Pileipellis) ist ein Trichoderm. Die abweichend bilaterale Hymenophoraltrama sowie die seitliche Stielschicht entsprechen dem Boletus-Typ. Das Fleisch ist inamyloid. Schnallenverbindungen an den Zwischenwänden (Septen) der Pilzfäden (Hyphen) fehlen.

## Ökologie
Cyanoboletus-Arten bilden Ektomykorrhiza mit verschiedenen Laub- und Nadelbäumen.

## Arten
Die Gattung Cyanoboletus umfasst weltweit vier Arten, von denen eine in Europa vorkommt.
| Cyanoboletus weltweit |                                |                                                                |
| \| Deutscher Name \| Wissenschaftlicher Name \| Autorenzitat \| \| ------------------------- \| ------------------------------ \| -------------------------------------------------------------- \| \| Schwarzblauender Röhrling \| Cyanoboletus pulverulentus \| (Opatowski 1836) Gelardi, Vizzini & Simonini 2014 \| \| \| Cyanoboletus macroporus \| Sarwar, Naseer & Khalid 2021 \| \| \| Cyanoboletus rainisii \| (Bessette & O.K. Miller 2000) Gelardi, Vizzini & Simonini 2014 \| \| \| Cyanoboletus sinopulverulentus \| (Gelardi & Vizzini 2013) Gelardi, Vizzini & Simonini 2014 \| |                                |                                                                |
| Deutscher Name | Wissenschaftlicher Name        | Autorenzitat                                                   |
| Schwarzblauender Röhrling | Cyanoboletus pulverulentus     | (Opatowski 1836) Gelardi, Vizzini & Simonini 2014              |
| | Cyanoboletus macroporus        | Sarwar, Naseer & Khalid 2021                                   |
| | Cyanoboletus rainisii          | (Bessette & O.K. Miller 2000) Gelardi, Vizzini & Simonini 2014 |
| | Cyanoboletus sinopulverulentus | (Gelardi & Vizzini 2013) Gelardi, Vizzini & Simonini 2014      |

## Namensherkunft
Das Wortelement cyano- „stahlblau“ stammt aus dem Griechischen und leitet sich vom lateinischen Wort cyaneus „dunkelblau, kornblumenblau“ ab und bezieht sich auf die tief ultramarinblaue Verfärbung des Fleischs bei Luftkontakt.